# Intendance (krijgsmacht)
De intendance in een krijgsmacht is een dienst die zorgt voor het beheer van voorraden en bezittingen.

## Nederland
Al sinds de Tachtigjarige Oorlog hield de intendance van de landmacht zich bezig met de bevoorrading. Ook de voeding, verpleging en huisvesting behoorde tot haar taken. De dienst is in de 21ste eeuw opgeheven en opgegaan in de dienst Bevoorrading en Transport. De intendance was ook actief voor het Koninklijk Nederlandsch-Indisch Leger (KNIL) en bij de "politionele" acties. Ook was de intendance ingeschakeld bij diverse operaties van de Verenigde Naties. Binnen de intendance zijn meerdere rangen, bijvoorbeeld hoofd-intendant, intendant der eerste klasse en onder-intendanten. Een foerier van de intendance werd ook wel denigrerend 'sokkenteller' genoemd.